# Fußballnationalmannschaft der DDR/Weltmeisterschaften
Der Artikel beinhaltet eine ausführliche Darstellung der Fußballnationalmannschaft der DDR bei Fußball-Weltmeisterschaften. Die Fußballnationalmannschaft der DDR konnte sich einmal für eine Weltmeisterschafts-Endrunde qualifizieren. In der ewigen Tabelle wird sie auf Rang 51 geführt und ist die beste Mannschaft, die nur einmal teilnahm. Da sich nach der Wiedervereinigung Deutschlands der DFV aufgelöst hat und in den nun gesamtdeutschen DFB integriert wurde, nimmt seitdem eine eigenständige Nationalmannschaft der DDR nicht mehr teil.

## Übersicht
| Jahr | Gastgeberland  | Teilnahme bis …    | Letzte(r) Gegner                    | Ergebnis | Trainer        | Bemerkungen und Besonderheiten                                             |
| ---- | -------------- | ------------------ | ----------------------------------- | -------- | -------------- | -------------------------------------------------------------------------- |
| 1950 | Brasilien      | nicht teilgenommen |                                     |          |                | Kein FIFA-Mitglied                                                         |
| 1954 | Schweiz        | nicht teilgenommen |                                     |          |                |                                                                            |
| 1958 | Schweden       | nicht qualifiziert |                                     |          |                | In der Qualifikation an der Tschechoslowakei und Wales gescheitert.        |
| 1962 | Chile          | nicht qualifiziert |                                     |          |                | In der Qualifikation an Ungarn gescheitert.                                |
| 1966 | England        | nicht qualifiziert |                                     |          |                | In der Qualifikation wieder an Ungarn gescheitert.                         |
| 1970 | Mexiko         | nicht qualifiziert |                                     |          |                | In der Qualifikation an Europameister Italien gescheitert                  |
| 1974 | BR Deutschland | 2. Finalrunde      | Brasilien, Niederlande, Argentinien | 6.       | Georg Buschner | 1:0-Sieg gegen den Gastgeber und späteren Weltmeister                      |
| 1978 | Argentinien    | nicht qualifiziert |                                     |          |                | In der Qualifikation an Österreich gescheitert                             |
| 1982 | Spanien        | nicht qualifiziert |                                     |          |                | In der Qualifikation an Polen gescheitert                                  |
| 1986 | Mexiko         | nicht qualifiziert |                                     |          |                | In der Qualifikation an Bulgarien und Europameister Frankreich gescheitert |
| 1990 | Italien        | nicht qualifiziert |                                     |          |                | In der Qualifikation an Österreich und der UdSSR gescheitert               |

Statistik (Angaben inkl. 2022: 22 Weltmeisterschaften; Prozentangaben sind gerundet)

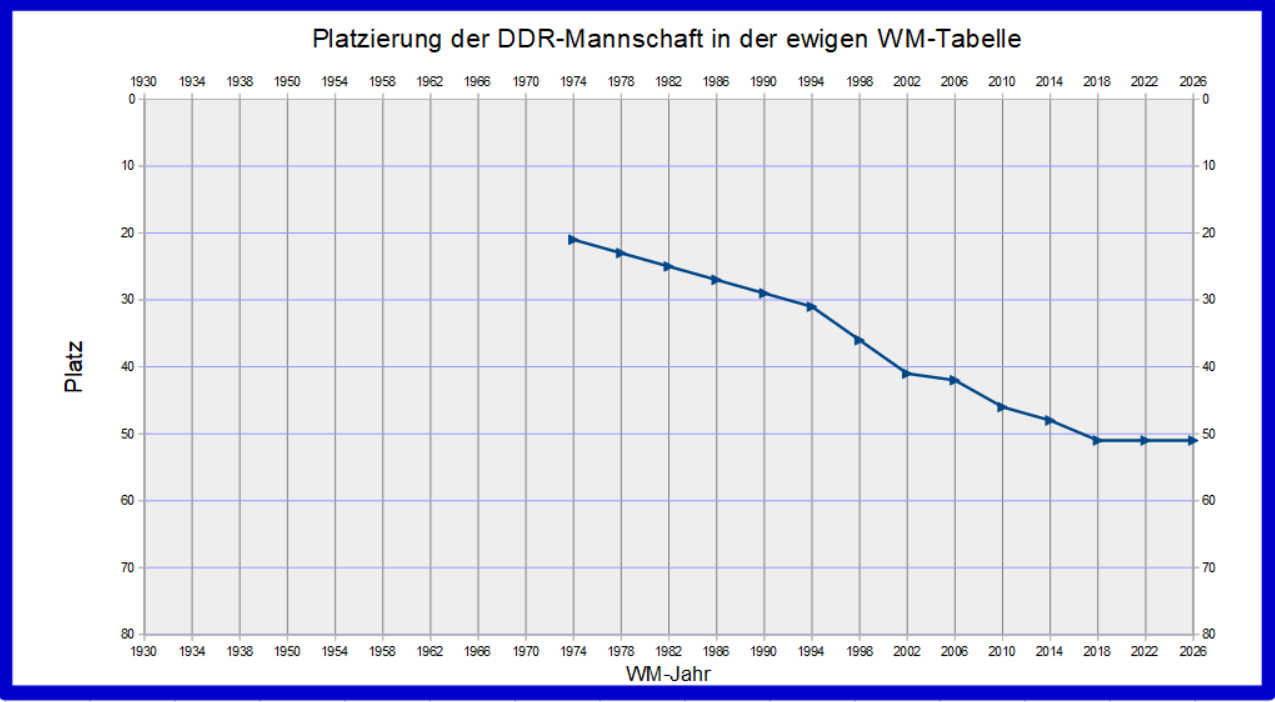
Platzierung der Mannschaft der DDR in der ewigen WM-Tabelle

- Teilnahmeverzicht/kein FIFA-Mitglied: 2 × (9 %; 1950, 1954)
- Nicht qualifiziert: 8 × (36 %; 1958, 1962, 1966, 1970, 1978, 1982, 1986, 1990)
- Teilnahme als Teil Deutschlands: 10 × (45 %; 1934, 1938, 1994, 1998, 2002, 2006, 2010, 2014, 2018, 2022)
- Nicht teilgenommen, als Teil Deutschlands: 1 × (4,5 %; 1930)

- Sportliche Qualifikation: 1 × (4,5 % bzw. bei 11 % der Versuche)
  - 2. Finalrunde mit 8 Mannschaften: 1 × (4,5 %; 1974)

## WM-Turniere

### 1950 in Brasilien
Der DFV wurde nach der kriegsbedingten Teilung Deutschlands in zwei Staaten erst am 3. Juli 1950 gegründet, d. h. während die WM in Brasilien bereits lief, und 1952 in die FIFA aufgenommen. Daher konnte die DDR an der Qualifikation für die erste WM nach dem Zweiten Weltkrieg noch nicht teilnehmen.

### 1954 in der Schweiz
Die DDR hatte zwar bereits 1952 nach Aufnahme in die FIFA erste Länderspiele ausgetragen, aber an der Qualifikation für die Fußball-Weltmeisterschaft 1954 nahm die DDR auch noch nicht teil. Im Handball nahm dagegen Deutschland an der WM 1954 sowie WM 1958 in der DDR und 1961 in der Bundesrepublik Deutschland mit einer gesamtdeutschen Mannschaft teil.

### 1958 in Schweden
Für die Fußball-Weltmeisterschaft 1958 wollte sich die DDR dann erstmals qualifizieren. Bei der Auslosung der Gruppen wurde die DDR in eine Gruppe mit der Tschechoslowakei und Wales gelost. Am 19. Mai 1957 bestritt die DDR in Leipzig ihr erstes WM-Qualifikationsspiel und gewann gegen Wales mit 2:1. Weitere Punktgewinne gelangen nicht, denn die drei anderen Spiele wurden verloren. Die Tschechoslowakei qualifizierte sich als Gruppensieger, Wales bekam als Gruppenzweiter noch eine zweite Chance und konnte sich gegen Israel, die einzige verbliebene Mannschaft der Afrika/Asien-Qualifikation antreten. Diese Chance nutzten die Waliser und qualifizierten sich ebenfalls für die WM-Endrunde.

### 1962 in Chile
Für die Qualifikation zur dritten WM in Südamerika wurde die DDR in eine Gruppe mit den Niederlanden und Ungarn gelost. Anders als bei den Olympischen Spielen, wo bis einschließlich 1964 nur eine gesamtdeutsche Mannschaft teilnehmen konnte und die DDR für Deutschland die Bronzemedaille gewann, nahmen somit zwei deutsche Mannschaften an der Qualifikation teil. Ungarn gab nur im letzten Spiel beim 3:3 gegen die Niederlande einen Punkt ab und konnte sich souverän qualifizieren. Der DDR gelang nur im Heimspiel gegen die Niederlande ein Punktgewinn. Das Rückspiel in den Niederlanden fiel aus, da die Niederländische Regierung den Fußballern der DDR keine Einreisegenehmigung erteilte. Da es für den Ausgang der Qualifikation bedeutungslos war, wurde es nicht nachgeholt.

### 1966 in England
In der Qualifikation für die WM im Mutterland des Fußballs traf die DDR wieder auf die Ungarn und auf Österreich. Die DDR startete mit zwei Unentschieden, 1:1 in Österreich und 1:1 im Heimspiel gegen die Ungarn. Nach der 2:3-Heimniederlage gegen Ungarn hatten sie aber keine Chance mehr, sich zu qualifizieren. Da war dann der 1:0-Heimsieg gegen Österreich nutzlos. Der Sieg der Ungarn ließ auch die FIFA aufatmen; denn eine in der Qualifikation siegreiche DDR-Elf hätte 1966 angesichts der damaligen politischen Lage (Hallstein-Doktrin, Alleinvertretungsanspruch der BR Deutschland) kein Einreisevisum nach England erhalten.

### 1970 in Mexiko
In der Qualifikation für die erste WM in Mittelamerika wurde die DDR in eine Gruppe mit Europameister Italien und wieder Wales gelost. Im ersten Spiel gegen den Europameister erreichte die DDR in Ost-Berlin ein 2:2. Danach folgten zwei Siege gegen Wales und da auch Italien beide Spiele gegen Wales gewann, musste das Rückspiel in Neapel entscheiden, wer zur WM fahren durfte. Mit 3:0 setzten sich die Südeuropäer durch, die DDR musste erneut zuschauen.

### 1974 in der Bundesrepublik Deutschland

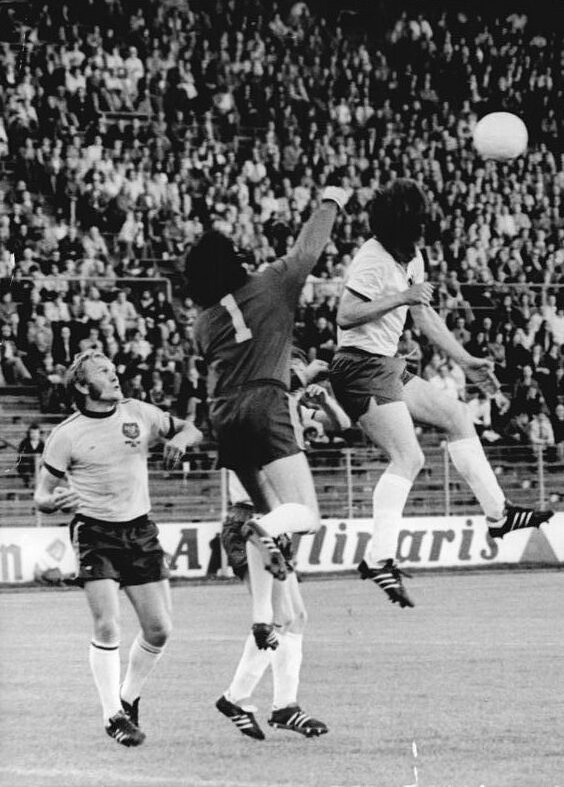
Szene aus dem ersten WM-Spiel gegen Australien

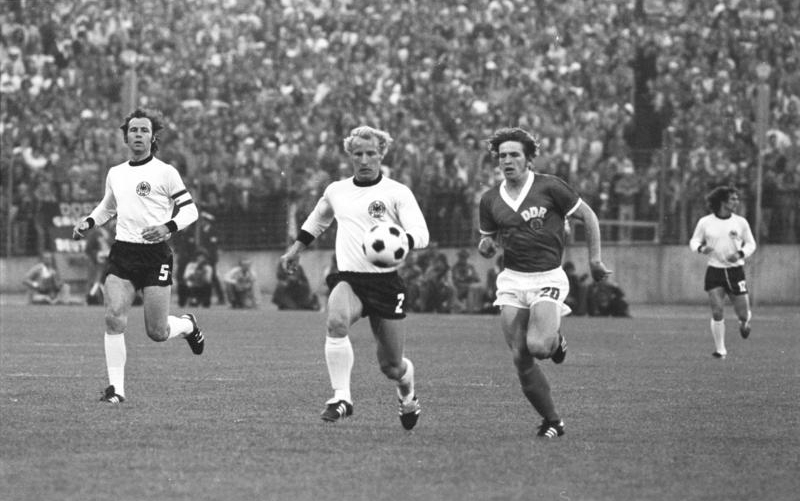
Szene aus dem WM-Spiel gegen die BRD

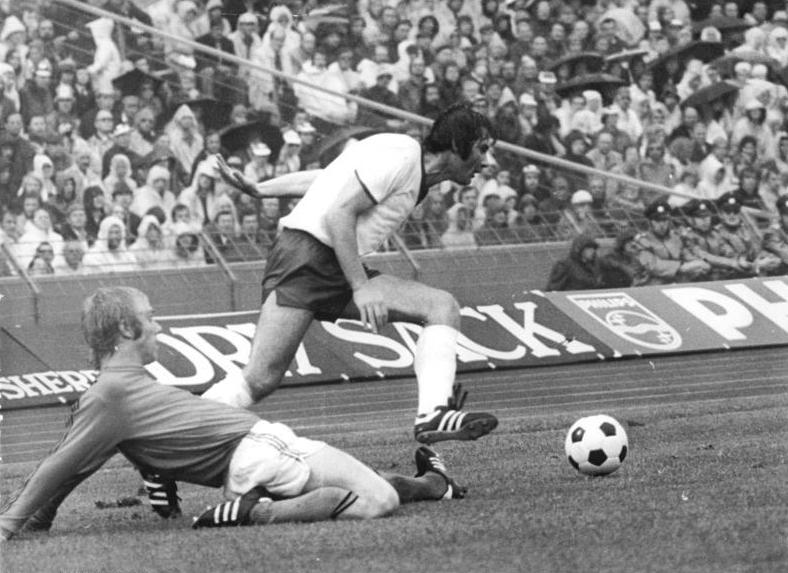
Szene aus dem WM-Spiel gegen die Niederländer

Für die WM 1974 konnte sich die DDR dann endlich qualifizieren. In einer Gruppe mit Rumänien, Finnland und Albanien wurde der erste Platz belegt, dabei nur in Rumänien verloren und davon profitiert, dass die Rumänen in Finnland einen Punkt abgaben.
Bei der Gruppenauslosung der 1. Finalrunde wurde die DDR in eine Gruppe mit dem Gastgeber, der Bundesrepublik Deutschland, Chile und WM-Neuling Australien gelost, was zu spontanem Beifall bei der Auslosung führte. Neben dem ersten Vergleich gegen die bundesdeutsche A-Nationalmannschaft überhaupt barg vor allem die anstehende Begegnung gegen Chile politische Brisanz, die die Teilnahme der DDR eine Zeitlang ungewiss erscheinen ließ. Bereits in der WM-Qualifikation hatte die UdSSR die Relegation gegen die Südamerikaner aufgrund des im Jahr zuvor erfolgten Militärputsches gegen die dortige sozialistische Regierung, der von der CIA gestützt wurde, vorzeitig abgebrochen, worauf die sowjetische Mannschaft von der FIFA disqualifiziert wurde. Nur 2 Wochen zuvor im September 1973 wurden Oppositionelle im Nationalstadion von Santiago de Chile, in dem das Rückspiel stattfinden sollte, inhaftiert. Später erfuhr man von Folterungen und Morden, die dort stattgefunden hatten. Trotzdem wurde das Spiel angepfiffen, jedoch nach dem 1:0 abgebrochen, da mangels anwesender sowjetischer Spieler kein Wiederanstoß möglich war. Das Spiel wurde 2:0 für Chile gewertet. Auch der Spielort West-Berlin war in den Augen der DDR-Führung problematisch, da sie nicht anerkennen wollte, dass West-Berlin zur Bundesrepublik gehörte. Da die Machtverhältnisse in der FIFA aber anders als in der UEFA waren, konnte die Bundesrepublik anders als bei der EM 1988 West-Berlin als Spielort durchsetzen.
Nur der Euphorie aufgrund der erstmals geglückten Qualifikation war es daher zu verdanken, dass die DDR an der WM teilnahm.
Während der ersten Finalrunde des Turniers traf die DDR zuerst auf Australien. Am 14. Juni 1974 gewann sie in Hamburg ihr erstes WM-Spiel mit 2:0, musste aber bis zur 58. Minute auf das erste Tor warten, dieses fiel dann durch ein Eigentor des Australiers Colin Curran. Joachim Streich war dann 14 Minuten später der erste WM-Torschütze der DDR. Vier Tage später folgte im Berliner Olympiastadion gegen Chile ein 1:1. Das anschließende deutsch-deutsche Duell gegen die DFB-Auswahl am letzten Vorrunden-Spieltag war zumindest für das Weiterkommen in die 2. Finalrunde nicht mehr wichtig. Durch ein torloses Remis in der zuvor stattgefundenen Begegnung zwischen Chile und Australien waren beide deutsche Teams bereits für diese Runde qualifiziert, die erstmals bei dieser WM ausgetragen wurde, um mit mehr Spielen die teuren Stadienneu- und -umbauten zu finanzieren. Es ging daher nur noch um den Gruppensieg. Der DDR gelang schließlich ein 1:0-Sieg gegen den favorisierten Gastgeber und späteren Turniersieger. Im mit 62.000 Zuschauern ausverkauften Hamburger Volksparkstadion erzielte Jürgen Sparwasser das goldene Tor, welches den Magdeburger auch in der Bundesrepublik schlagartig bekannt machte.
Der Sieg im Prestigeduell erwies sich aber als Pyrrhussieg, denn die DDR-Mannschaft musste dadurch in der weitaus schwereren Gruppe mit dem amtierenden Weltmeister Brasilien, dem WM-Favoriten Niederlande sowie Argentinien antreten. Nach zwei Niederlagen gegen Brasilien und die Niederlande (0:1 bzw. 0:2) sowie einem 1:1-Unentschieden gegen Argentinien kam für die DDR das erwartete Aus in diesem WM-Turnier und die DDR verabschiedete sich damit von der WM-Bühne. Für die Mannschaft der Bundesrepublik, die auch gegen Chile und Australien nicht überzeugt hatte, hatte die Niederlage gegen die DDR aber eine heilsame Wirkung. Mit drei Siegen gegen Jugoslawien, Schweden und die überraschend starken Polen erreichten sie das Finale gegen die Niederländer und gewannen auch dieses.

### 1978 in Argentinien
Die DDR hatte zwar mit vielen Spielern aus dem 74er WM-Kader 1976 die olympische Goldmedaille gewonnen, belegte in der Qualifikation zur WM in Argentinien aber hinter Österreich, das sich damit erstmals seit 1958 wieder qualifizierte, nur den zweiten Platz vor der Türkei und Malta. Die DDR-Mannschaft verlor zwar kein Spiel, verspielte aber die Qualifikation in den Heimspielen gegen die Türkei und Österreich, die beide nur 1:1 endeten, sowie einem 1:1 in Österreich.

### 1982 in Spanien
Für die Qualifikation zur WM auf der iberischen Halbinsel wurde die DDR in die einzige europäische Dreiergruppe mit Polen und Malta gelost. Polen gewann alle vier Spiele, die DDR nur gegen Malta. Damit schied die DDR wieder als Gruppenzweiter aus.

### 1986 in Mexiko
Für die zweite WM in Mexiko konnte sich die DDR ebenfalls nicht qualifizieren. In einer Gruppe mit Bulgarien, dem frisch-gebackenen Europameister Frankreich (beide mit 11:5 Punkten qualifiziert) belegte die DDR nur Platz 3 vor Jugoslawien und Luxemburg. Die DDR verspielte die Qualifikation bereits im ersten Spiel, das in Leipzig mit 2:3 gegen Jugoslawien verloren wurde. Die dabei verlorenen Punkte fehlten am Ende für die Qualifikation. Da halfen auch die Heimsiege gegen Bulgarien und Frankreich am Ende nicht mehr.

### 1990 in Italien
Die Qualifikation zur zweiten WM in Italien verlief dann auch wieder erfolglos. Hinter Österreich und der UdSSR, die sich qualifizieren konnten, sowie der Türkei wurde vor Island nur Platz 4 belegt. Verpasst wurde die Qualifikation aber erst am letzten Spieltag durch ein 0:3 in Österreich am 15. November 1989, sechs Tage nach dem Mauerfall. Für die DDR war dies das letzte Pflichtspiel und viele DDR-Spieler wurden noch im Wiener Stadion von westdeutschen Vereinen angeworben. Zur darauffolgenden EM-Qualifikation wurde die DDR-Mannschaft zwar noch angemeldet und in eine Gruppe mit der Bundesrepublik gelost, aber aufgrund der Wiedervereinigung nahm die DDR nicht mehr teil. Einige Spieler der DDR wurden auch in die deutsche Nationalmannschaft integriert. Allerdings bewahrheitete sich die Voraussage von Franz Beckenbauer nicht, dass die deutsche Mannschaft, die die WM 1990 gewonnen hatte, dadurch auf Jahre hinaus unschlagbar sei. Bei der folgenden WM schied Deutschland bereits im Viertelfinale aus. Zwar gewann Deutschland – auch mit einigen Spielern aus der DDR – die EM 1996, es dauerte aber bis 2014, ehe Deutschland erneut den WM-Titel gewinnen konnte, wobei mit Toni Kroos ein Spieler in der Mannschaft stand, der noch vor der Wiedervereinigung in der DDR geboren wurde.

## Spieler

### Rangliste der DDR-Spieler mit den meisten WM-Einsätzen
01. Bernd Bransch, Jürgen Croy, Martin Hoffmann, Gerd Kische, Jürgen Sparwasser und Konrad Weise: 6 Einsätze bei einem Turnier
08. Harald Irmscher, Wolfram Löwe, Ulf Kirsten, Lothar Kurbjuweit, Matthias Sammer, Joachim Streich und Siegmar Wätzlich: 4 Einsätze bei einem Turnier
15. Peter Ducke, Hans-Jürgen Kreische, Reinhard Lauck, Jürgen Pommerenke und Eberhard Vogel: 3 Einsätze bei einem Turnier
Anmerkung: kursiv gesetzte Spieler spielten für die Mannschaft des wiedervereinigten Deutschland.

### Rangliste der DDR-Spieler mit den meisten WM-Toren
1. Joachim Streich – 2 Tore

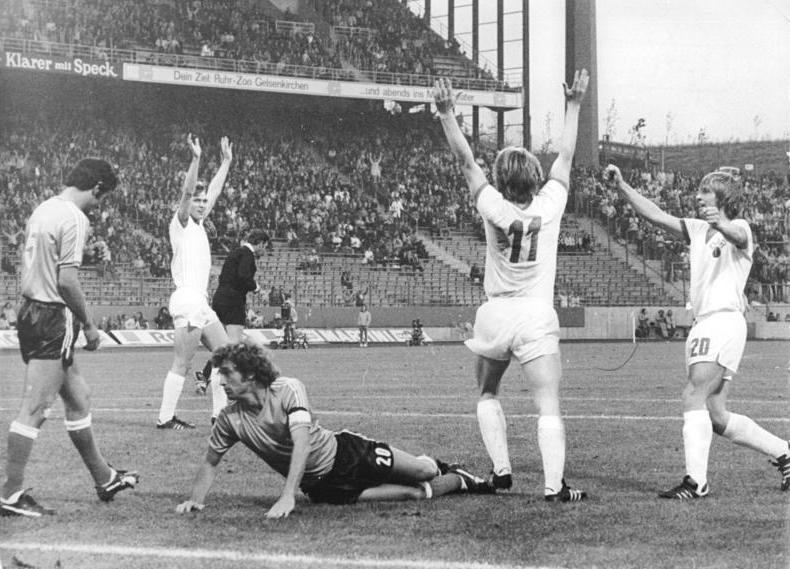
Joachim Streich (Nr. 11), erfolgreichster WM-Torschütze der DDR jubelt nach seinem Tor gegen Argentinien

2. Martin Hoffmann und Jürgen Sparwasser – je 1 Tor (zudem ein Eigentor durch den Australier Colin Curran, 1. WM-Tor für die DDR)

### WM-Kapitäne
- 1974: Bernd Bransch

### Bei Weltmeisterschaften gesperrte Spieler
- 1974: Gerd Kische erhielt zwar im zweiten Gruppenspiel die zweite Gelbe Karte, diese hatten aber noch keinen ausschließenden Effekt und so konnte Kische auch in den folgenden Spielen auflaufen. Kein Spieler der DDR erhielt die Rote Karte.

### Anteil der im Ausland spielenden Spieler im WM-Kader
Die DDR setzte bei ihrer einzigen WM-Teilnahme aufgrund der damaligen Sportpolitik des Ostblocks nur Spieler ein, die in der DDR spielten.

### Nationalspieler der DDR im Kader der gesamtdeutschen Mannschaft bei späteren WM-Turnieren
- 1994: Ulf Kirsten (kein Einsatz), Matthias Sammer (4 Spiele)
- 1998: Ulf Kirsten (4 Spiele), Olaf Marschall (1 Spiel)

## Spiele
Die DDR bestritt sechs WM-Spiele. Davon wurden je zwei gewonnen, verloren und zwei endeten remis.
Die DDR nahm nie am Eröffnungsspiel teil, musste aber einmal gegen den Gastgeber antreten und gewann dabei gegen den späteren Weltmeister.
In der 2. Finalrunde spielte die DDR auch gegen den Titelverteidiger.
Die DDR traf einmal auf einen WM-Neuling: 1974 (als man selbst Neuling war)/Australien
Alle Spiele sind einmalig.
Die DDR spielte in vier WM-Städten, am häufigsten in Hamburg und Gelsenkirchen (je zweimal).
| Alle WM-Spiele |            |          |             |   |                                      |               |                                                                                              |
| Nr.            | Datum      | Ergebnis | Gegner      |   | Austragungsort                       | Anlass        | Bemerkung                                                                                    |
| 1              | 15.06.1974 | 2:0      | Australien  | * | Hamburg (BRD), Volksparkstadion      | 1. Finalrunde | einziges Länderspiel gegen Australien, einziges Länderspiel gegen eine ozeanische Mannschaft |
| 2              | 18.06.1974 | 1:1      | Chile       | * | West-Berlin (BRD), Olympiastadion    | 1. Finalrunde |                                                                                              |
| 3              | 22.06.1974 | 1:0      | BRD         | * | Hamburg (BRD), Volksparkstadion      | 1. Finalrunde | einziges A-Länderspiel gegen die BRD, Siegtor durch Jürgen Sparwasser                        |
| 4              | 26.06.1974 | 0:1      | Brasilien   | * | Hannover (BRD), Niedersachsenstadion | 2. Finalrunde | erstes Länderspiel gegen Brasilien                                                           |
| 5              | 30.06.1974 | 0:2      | Niederlande | * | Gelsenkirchen (BRD), Parkstadion     | 2. Finalrunde |                                                                                              |
| 6              | 03.07.1974 | 1:1      | Argentinien | * | Gelsenkirchen (BRD), Parkstadion     | 2. Finalrunde | erstes Länderspiel gegen Argentinien                                                         |

### Höchste Siege und Niederlagen
Die DDR-Mannschaft erzielte ihre höchsten Siege gegen folgende Länder beim WM-Turnier:
- Australien: 1. Finalrunde 1974 2:0 (einziges Spiel gegen Australien)
- BR Deutschland: 1. Finalrunde 1974 1:0 (einziges Spiel gegen die Bundesrepublik Deutschland)

## Besonderheiten
- Einzige Mannschaft, die 1974 gegen den Gastgeber und späteren Weltmeister gewann.